# Франкенмаркт
Франкенмаркт (нем. Frankenmarkt) — ярмарочная коммуна (нем. Marktgemeinde) в Австрии, в федеральной земле Верхняя Австрия. 
Входит в состав округа Фёклабрук.  Население составляет 3581 человек (на 31 декабря 2005 года). Занимает площадь 18 км². Официальный код  —  41710.

## Политическая ситуация
Бургомистр коммуны — Манфред Хадингер (АНП) по результатам выборов 2003 года.
Совет представителей коммуны (нем. Gemeinderat) состоит из 25 мест.
- АНП занимает 12 мест.
- СДПА занимает 10 мест.
- другие: 2 места.
- АПС занимает 1 место.